# Qui peut vivre sans amour ?
Singles de Céline Dion
Le Miracle
(2012) Loved Me Back to Life
(2013)
Pistes de Sans attendre
Le Miracle L'amour peut prendre froid
Qui peut vivre sans amour ? est une chanson de Céline Dion, il s'agit du troisième single extrait de l'album studio Sans attendre. Le titre est écrit par Élodie Hesme et composé par David Gategno, la chanson est produite par celui-ci et Julien Schultheis.

## Vidéo clip
Le vidéo clip est tourné à Las Vegas sous la direction du réalisateur français Thierry Vergnes, ce dernier a notamment produit les clips des précédents singles Parler à mon père et Le Miracle. Le clip met en avant le thème de la chanson : la contradiction perpétuelle entre l’amour et la souffrance. Les différentes danses représentent par leurs mouvements chorégraphiques tous les amours possibles : une répulsion, de la jalousie, un amour intense, du rêve. Au début du clip Céline craque une allumette qui symbolise l'amour naissant. Le réalisateur explique « Au fur et à mesure, l’amour s’étiole et brûle. C’est un peu le côté pervers de l’amour ».
La vidéo est dévoilée le 19 avril 2013 sur le site officiel.

## Accueil critique
« Une power ballade rock orchestrale. Il fait bon entendre Céline mordre dans une chanson rock, même si le solo de guitare est un peu daté. »
« L'ovni Qui peut vivre sans amour?, incursion pas très heureuse dans les sonorités rock qui détonne franchement du reste. »
« L’album prend alors une tournure rock […] avec un peu de guitare saturée sur le refrain et beaucoup de nappes de violons. »
« Ballade rock un peu dans le genre de Et s’il n’en restait qu’une. Grandiloquent et n’ayant pour seul intérêt que l’énergie vocale de l’interprète. »
« Dans un registre plus rock, la chanteuse dégaine sa voix sur Qui peut vivre sans amour ?. Un de ces titres musclés dont l’artiste a le secret, bien produit. »

## Promotion
Le 24 novembre 2012, dans l'émission de variétés Céline Dion, le grand show diffusée sur France 2, Céline interprète Qui peut vivre sans amour ? Cette émission est rediffusée en deux parties sur le réseau TV5MONDE FBS de TV5 Monde. La diffusion de la 1re a lieu le 1er mars 2013 et la 2e a lieu le 8 mars 2013.
Le 20 décembre 2012, Celine chante également ce titre sur NRJ 12 dans l'émission "We love Celine". Elle est rediffusée sur NRJ 12 le 22 décembre 2012 et sur Chérie 25 le 1er janvier 2013, mais aussi en Belgique, le 25 décembre 2012 sur RTL-TVI.

## Formats et liste des chansons
La version radio edit du titre se voit ajoutée des arrangements synthétiques sur le refrain et des parties de cordes sur les couplets. Ceci donne à la chanson un aspect moins rude. Elle n'existe que sous forme promo.
CD Promotionnel
1. "Qui peut vivre sans amour ?" (Radio Edit) – 3:22

## Classement par pays
| Classement (2012)                  | Meilleure position |
| ---------------------------------- | ------------------ |
| Belgique (Wallonie Ultratip Chart) | 12                 |
| Canada (Adult Contemporary Chart)  | 41                 |
| Pologne (Airplay)                  | 95                 |